# لیکانکابور
لیکانکابور (به اسپانیایی: Licancabur) آتشفشان چینه‌ای شیبدار و متقارنی به ارتفاع ۵۹۱۶ متر واقع در شمال شیلی در نزدیکی بیابان آتاکاما در ۳۰ کیلومتری شرق دهکدهٔ سن پدرو دِ آتاکاما در مرز با بولیوی است و دریاچهٔ لاگونا ورده واقع در جنوب غربی آنتیپلانوی بولیوی در پای آن قرار دارد.
در دهانهٔ ۴۰۰ متری این آتشفشان دریاچهٔ کوچکی به‌نام دریاچه لیکانکابور وجود دارد که جزو مرتفع‌ترین دریاچه‌های دنیا به‌شمار می‌رود. دمای این دریاچهٔ آب شیرین کم‌عمق که ۹۰ متر طول و ۷۰ متر عرض دارد به ۶ درجهٔ سانتی‌گراد می‌رسد و در نتیجه، محیط مناسبی را برای رشد جانداران پلانکتونی در این ارتفاع تقریباً ۶۰۰۰ متری فراهم می‌آورد. همچنین باستانشاناسان ویرانه‌هایی باستانی متعلق به اینکاها را در کناره‌های دهانهٔ آتشفشانی لیکانکابور و دریاچهٔ آن یافته‌اند.
آتشفشان لیکانکابور در دورهٔ هولوسن شکل گرفته‌است اما بلافاصله در جنوب شرقی آن آتشفشان دیگری به‌نام خوریکس قرار دارد که در دورهٔ پلیستوسن به‌وجود آمده است. جریان‌های جوان گدازهٔ آندزیتی تا ۶ کیلومتری پایین دامنه‌های شمال غربی تا جنوب غربی لیکانکابور را پوشانده‌اند و جریان‌های قدیمی‌تر، گستره‌ای تا ۱۵ کیلومتری از دهانهٔ قله را در بر گرفته‌اند که رویشان را، رسوبات جریان‌های آذرآواری به‌طول ۱۲ کیلومتر پوشانده است.
در عین‌حال از تاریخ آخرین فوران آتشفشان لیکانکابور اطلاعی در دست نیست.

## نگارخانه

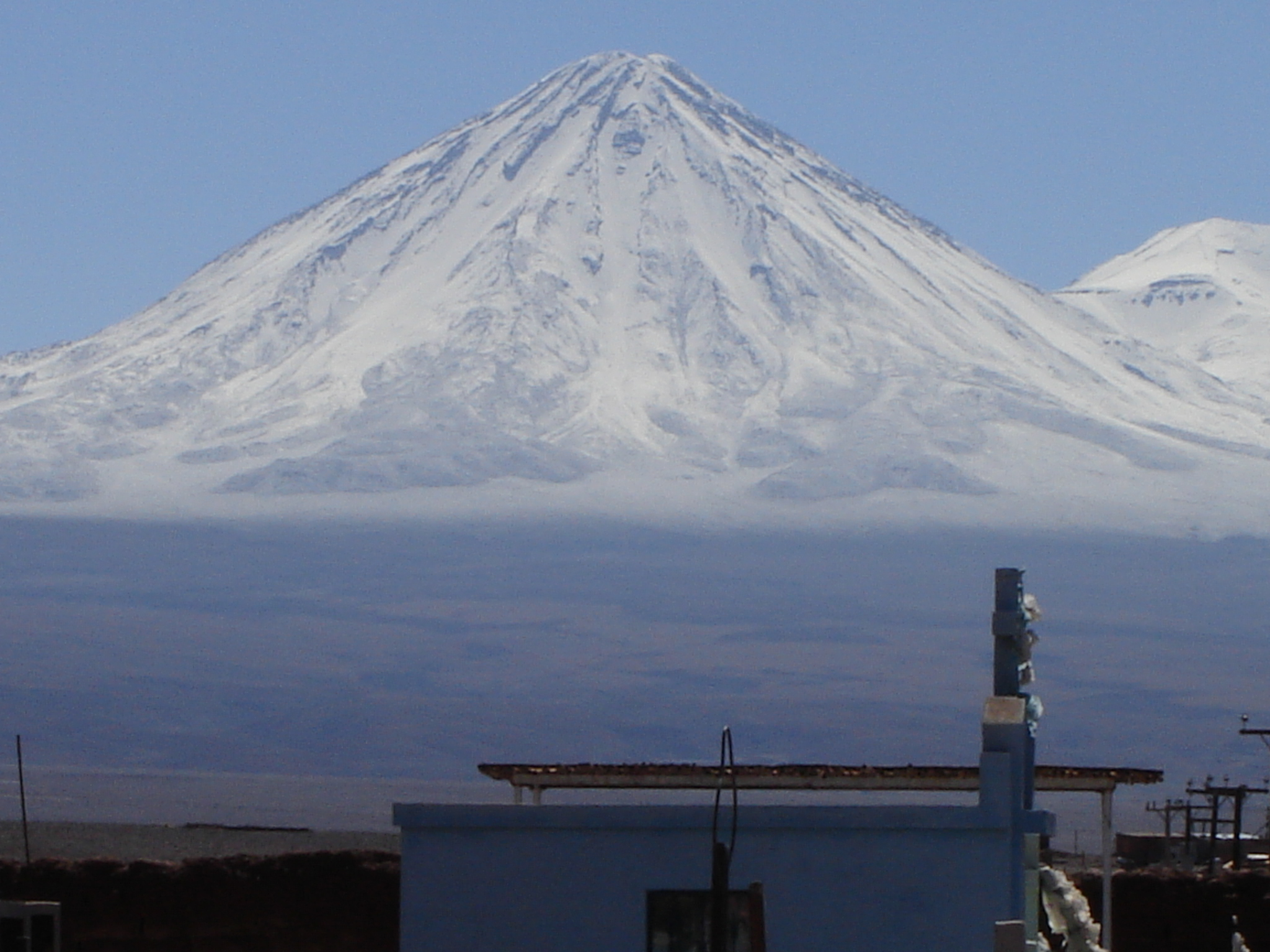
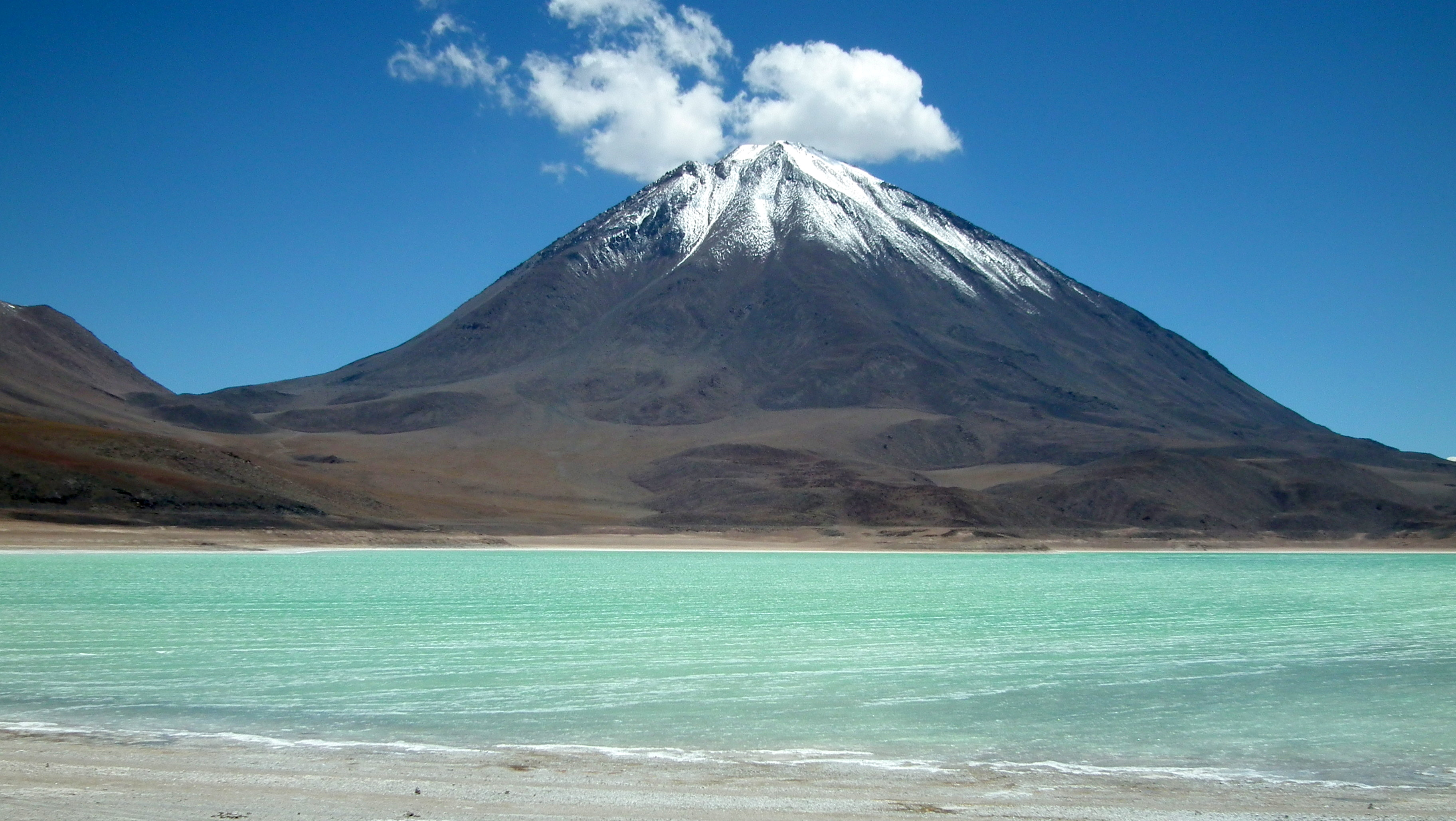
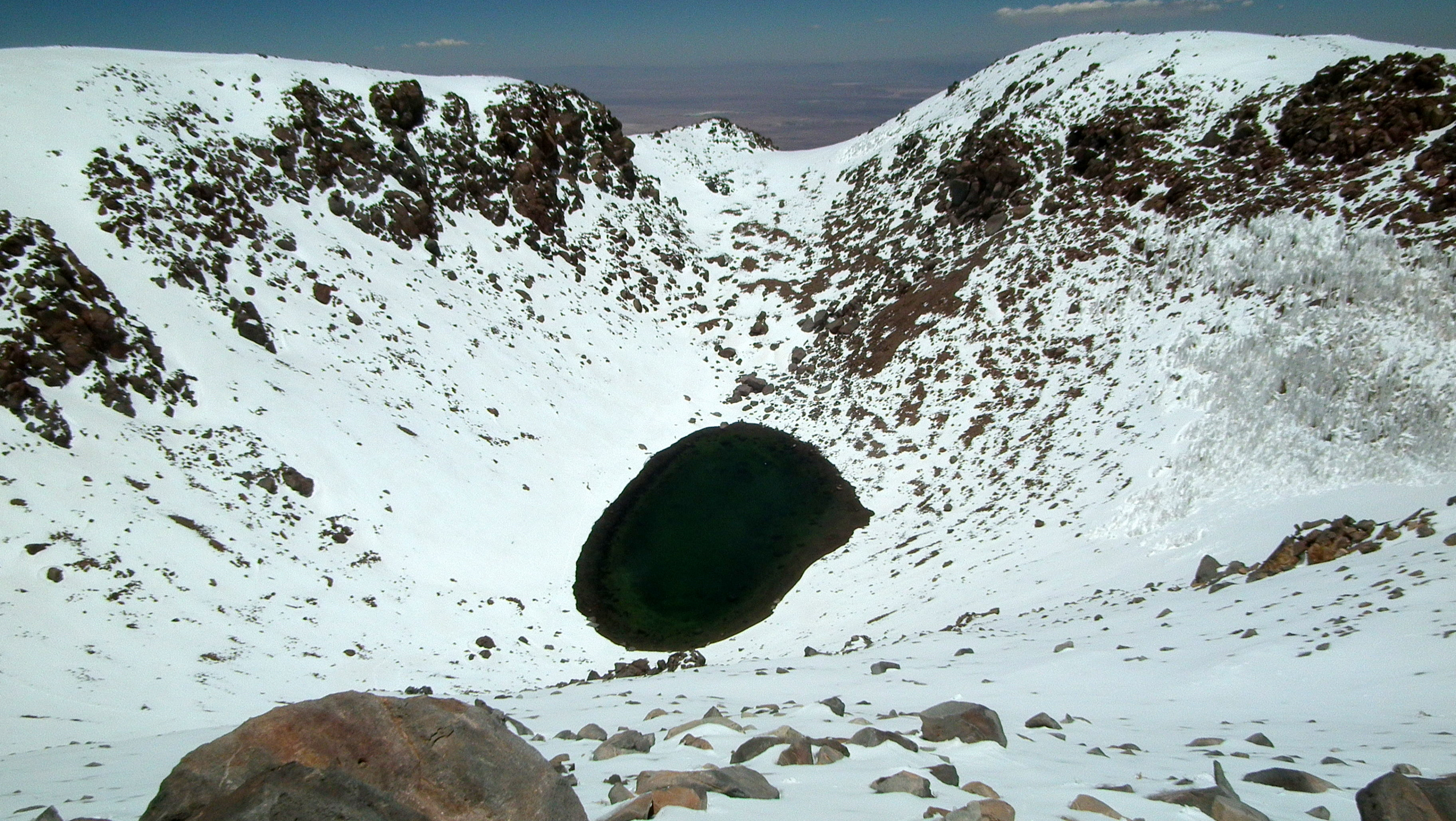
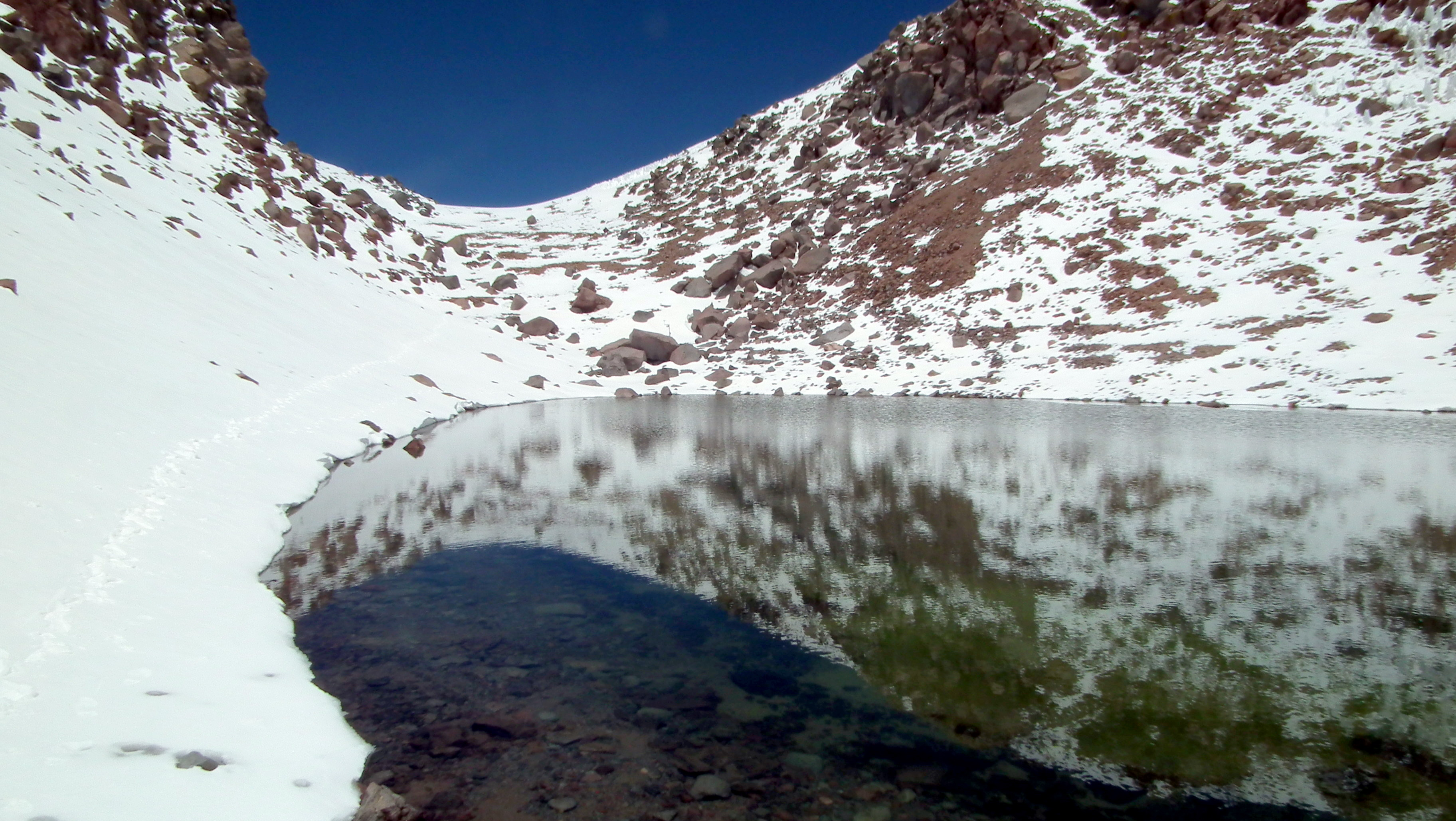